# 威爾伯恩 (伊利諾伊州)
威爾伯恩（英語：Wilbern）是位於美國伊利諾伊州馬歇爾縣的一個非建制地區。該地的面積和人口皆未知。

## 地理
威爾伯恩的座標為40°56′48″N 89°19′25″W / 40.94667°N 89.32361°W，而該地的平均海拔高度為169米（即554英尺）。